# 徹の部屋
『徹の部屋』（とおるのへや）は、2016年7月24日から2019年6月30日までAbemaTVのAbemaSPECIAL2チャンネルで配信されていたトーク番組。

## 概要
幻冬舎代表・見城徹がホストを務める、2時間のトーク番組。見城が独断と偏見で今対談したい相手をゲストとして呼ぶという趣旨で、第21回では内閣総理大臣・安倍晋三が登場するなど地上波テレビではなかなか見られないゲストとトークを繰り広げた。
一方、見城はサイバーエージェントとテレビ朝日の間を取り持った人物であり、「露骨すぎる放送」、「接待番組」との声もあった。
2019年5月19日、第43回の配信内で見城は、番組外での舌禍を理由に番組の残り数回での終了を宣言。6月30日、第44回で最終回となった。 
原則月に一度、日曜日21:00 〜 23:00に配信しているが後述のように配信間隔は一定しておらず、1か月に2回、1日2回といった頻度もあった。番組側で提示しているジャンルは「対談ショー」。

## 出演者

### レギュラー
- 見城徹
- 大石絵理（アシスタント）

## 配信日程
実際の配信回とアーカイブされているAbemaビデオの配信回は異なっている。
| 配信日         | 配信日 | ゲスト | 備考                                            |
| -------------- | ------ | --- | ----------------------------------------------- |
| 2016年 7月24日 | 1      | 秋元康 小山薫堂 |                                                 |
| 8月21日        | 2      | 長嶋一茂 羽鳥慎一 |                                                 |
| 9月25日        | 3      | 横内謙介 岡森諦 |                                                 |
| 10月23日       | 4      | 藤田晋 堀江貴文 |                                                 |
| 11月13日       | 5      | 林真理子 藤真利子 |                                                 |
| 11月27日       | 6      | 宇賀なつみ 山本雪乃 |                                                 |
| 12月11日       | 7      | 松浦勝人 EXILE HIRO |                                                 |
| 12月25日       | 8      | 坂本龍一 村上龍 |                                                 |
| 2017年 1月29日 | 9      | 井上公造 渡部建 |                                                 |
| 2月26日        | 10     | 郷ひろみ 近藤太香巳 |                                                 |
| 3月5日         | 11     | 橋本マナミ 葉加瀬マイ                                                                                                   |                                                 |
| 3月26日        | 12     | 周防正行 草刈民代 |                                                 |
| 4月23日        | 13     | 山川健一 小林希 |                                                 |
| 5月28日        | 14     | 美木良介 松村厚久 |                                                 |
| 6月11日        | 15     | 六角精児 山中崇史 |                                                 |
| 6月25日        | 16     | 鈴木亜久里 寺田和正 |                                                 |
| 7月30日        | 17     | 西野亮廣 前田裕二 |                                                 |
| 8月27日        | 18     | 三浦崇宏 箕輪厚介 |                                                 |
| 9月10日        | 19     | 田中良和 杉本宏之 内藤裕紀                                                                                              |                                                 |
| 10月1日        | 20     | 秋元康 小山薫堂 堀江貴文 藤田晋 西野亮廣 前田裕二                                                                       | 革命のファンファーレ出版記念3時間拡大スペシャル |
| 10月5日        | 21     | 安倍晋三 末延吉正 有本香                                                                                                | 安倍は前半のみの出演。                          |
| 10月22日       | 22     | 井川意高 佐藤尊徳 |                                                 |
| 11月26日       | 23     | 西山知義 近藤太香巳 山野幹夫 相川佳之                                                                                   |                                                 |
| 12月3日        | 24     | 石原正康 舘野晴彦 |                                                 |
| 12月17日       | 25     | 峰竜太 LiLiCo |                                                 |
| 2018年 1月28日 | 26     | 家入一真 ゆうこす |                                                 |
| 2月25日        | 27     | 船越英一郎 魔耶一星 |                                                 |
| 3月11日        | 28     | 岩田剛典 瀧本智行 濱名一哉                                                                                              |                                                 |
| 4月22日        | 29     | SHOICHI こさ 鯖缶詰子 中川剛 藪医師                                                                                     | 755特集                                         |
| 5月20日        | 30     | 佐渡島庸平 佐藤航陽 箕輪厚介                                                                                            |                                                 |
| 7月22日        | 31     | 岩井志麻子 中瀬ゆかり                                                                                                   |                                                 |
| 7月29日        | 32     | 近藤太香巳 杉本宏之 |                                                 |
| 8月26日        | 33     | 石井和義 藤原紀香 箕輪厚介                                                                                              |                                                 |
| 9月9日         | 34     | 村上世彰 藤田晋 |                                                 |
| 9月23日        | 35     | 鈴木亜久里 YOU 長嶋一茂                                                                                                 |                                                 |
| 10月28日       | 36     | 横内謙介 岡森諦 伴美奈子 犬飼淳治 砂田桃子                                                                              | 劇団扉座メンバー特集                            |
| 11月25日       | 37     | 百田尚樹 有本香 高部真人                                                                                                |                                                 |
| 2019年 2月24日 | 38     | はあちゅう 田中修治 | 11:00 〜 12:55                                  |
| 2月24日        | 40     | 中山祐次郎 小木田順子 前田裕二 箕輪厚介                                                                                 | 21:00 〜 23:00                                  |
| 3月31日        | 41     | 田島照久 須藤晃 |                                                 |
| 4月21日        | 42     | 2代目秘書 安藤真規子 3代目秘書 神谷敦美 4代目秘書 鈴木愛弓 4代目秘書 齊藤麻実                                           | ゲストは見城の歴代秘書                          |
| 5月19日        | 43     | 森下康樹（幻冬舎常務執行役員） 菊地朱雅子（常務執行役員） 志儀保博（取締役常務執行役員） 福島広司（取締役常務執行役員） | ゲストは幻冬舎役員                              |
| 6月30日        | 44     | AKINO（Llano Hair代表） 柴田一宏（スタイリスト） 塩沢航（放送作家） 水野信之助（AbemaTV）                               | ゲストはすべて番組制作スタッフ                  |

## スタッフ
- 音楽：Frolicfon[37]
- 制作協力：grasp[38]
- 制作著作：AbemaTV